# Straße von Tiran
Die Straße von Tiran oder auch Meerenge von Tiran verbindet den Golf von Akaba mit dem Roten Meer, liegt also zwischen der Südspitze des  ägyptischen Sinai und Saudi-Arabien.
Für Israel bietet sie den Zugang zum Indischen Ozean, für Jordanien die einzige Verbindung zum Weltmeer. Benannt ist sie nach der zwischen Saudi-Arabien und Ägypten umstrittenen Insel Tīrān / تيران, die am Eingang der Meeresstraße liegt.
Inmitten der Straße von Tiran liegen vier Korallenriffe, benannt nach britischen Kartographen des 19. Jahrhunderts: Jackson, Woodhouse, Thomas und  Gordon.
Starke Strömungen versorgen Riffpflanzen und die kleinen Rifffische mit viel Nahrung (z. B. Plankton). Letztere werden gejagt von Barrakudas, Makrelen, Thunfischen und Haien.
Kurz vor dem Sechstagekrieg sperrte der ägyptische Präsident Gamal Abdel Nasser die Straße von Tiran für die israelische Schifffahrt. Dies war der Casus Belli für den Sechstagekrieg. US-Präsident Lyndon B. Johnson sagte nach dem Krieg (am 19. Juni 1967):
„Wenn eine einzelne, unüberlegte Handlung mehr als alle anderen für diesen Ausbruch verantwortlich war, dann die willkürliche und gefährliche Entscheidung, die Straße von Tiran zu schließen. Alle Völker müssen das Recht auf freie Fahrt auf den Seewegen haben.“
Die Sperrung der Straße von Tiran verstieß gegen die Konvention über Hoheitsrechte auf See und in den angrenzenden Zonen, die die UN-Seerechtskonferenz am 27. April 1958 angenommen hatte.

## Überlegungen zum Bau einer Eisenbahn- und Straßenbrücke über die Straße von Tiran
Mit wechselnder Intensität verfolgen Ägypten und Saudi-Arabien seit 1988 ein Projekt zum Bau einer Eisenbahn- und Straßenbrücke über die Meerenge, die ca. 32 km lang werden soll. Bislang ist der Grenzverkehr zwischen beiden Ländern auf den See- und Luftweg angewiesen, wenn der Transit über Israel und Jordanien vermieden werden soll.